# Řád za zásluhy v zemědělství (Kamerun)
Řád za zásluhy v zemědělství (francouzsky Ordre du Mérite Agricole) je kamerunské státní vyznamenání. Udílen je občanům Kamerunu i cizím státním příslušníkům za zásluhy o rozvoj zemědělství v republice.

## Historie
Po roce 1960, kdy získal Kamerun nezávislost, bylo založeno vyznamenání na podporu pracovníků v zemědělství nazvané Řád za zásluhy v zemědělství. Dne 30. listopadu 1972 byl přijat nový kamerunský Zákon o národních vyznamenáních, který mj. upravil i status tohoto řádu. Hlavou řádu je úřadující prezident Kamerunu.

## Pravidla udílení
Řád je udílen za mimořádný přínos k rozvoji zemědělství, zemědělského průmyslu a agrikulturní vědy, který přispěl k zemědělskému rozvoji Kamerunu. Řád je udílen postupně od nejnižšího stupně. Podmínkou pro udělení řádu je dosažení věku minimálně 25 let a alespoň desetiletá praxe v zemědělství. Udělení vyšší třídy je možné nejdříve po pěti letech od obdržení nižší třídy. Tato kritéria mohou být opomenuta pouze ve výjimečných případech na rozkaz prezidenta republiky. Počet těchto vyznamenání, která mohou být každoročně udělena, je omezen. Do tohoto limitu se nepočítají ocenění udělená cizincům, kteří se zasloužili o rozvoj zemědělství, ale v zemi trvale nežijí. Vyznamenání je každoročně udíleno 20. května.

## Třídy
Řád je udílen ve třech třídách:
- komtur – Řádový odznak se nosí na stuze kolem krku.
- důstojník – Řádový odznak se nosí na stužce s rozetou nalevo na hrudi.
- rytíř – Řádový odznak se nosí na stužce bez rozety nalevo na hrudi.

## Insignie
Řádový odznak má kulatý tvar o průměru 38 mm a je vyroben z bronzu. Není zdoben smaltem. V případě řádu první třídy je odznak pozlacený, u druhé třídy je postříbřený. Ke stuze je připojen pomocí jednoduchého očka. Na přední straně je vyobrazen rolník orající pole pomocí pluhu taženém dvěma voly. V levé horní části jsou znázorněny stromy. Vlevo je vyobrazena palmová větev a vpravo větev kávovníku. Na zadní straně je ve středu odznaku nápis MERITE AGRICOLE. Při vnějším okraji medaile je název státu, který se během let měnil. Před rokem 1972 zněl název REPUBLIQUE FEDERALE DU CAMEROUN, v letech 1972 až 1984 byl v horní části nápis REPUBLIQUE UNIE DU CAMEROUN a ve spodní části UNITED REPUBLIC OF CAMEROON. Od roku 1984 je nápis nahoře REPUBLIQUE DU CAMEROUN a dole REPUBLIC OF CAMEROON.
Stuha z hedvábného moaré široká 37 mm má zelenou barvu.